# Viktor Massitch
Viktor Grigorievitch Massitch (russe : Виктор Григорьевич Масич) est un aviateur soviétique, né le 15 juillet 1917 et décédé le 3 août 1947. Pilote de chasse et as de la Seconde Guerre mondiale, il fut distingué par le titre de Héros de l'Union soviétique.

## Carrière
Viktor Massitch est né le 15 juillet 1917 à Khabarovsk dans une famille ouvrière. Après ses études, il travailla comme chauffeur et  rejoignit les rangs de l'Armée rouge en 1936. Il fut breveté pilote au collège militaire de l'Air de Katcha en 1939.

### Pilote de chasse
En décembre 1939, en tant que leitenant (sous-lieutenant) au 68e régiment de chasse aérienne (68.IAP) en soutien aérien de la 13e Armée soviétique, il prit part aux combats de la Guerre d'Hiver, contre la Finlande, obtenant 4 victoires homologuées au cours de 53 missions, de décembre 1939 à février 1940. Ces succès lui valurent de recevoir, le 7 avril 1940, l'étoile d'or de Héros de l'Union soviétique. Il était membre du Parti communiste soviétique depuis 1941.
De juin 1941 à mai 1942, en tant que starshii leitenant (lieutenant) et adjoint au commandant du 68.IAP, il combattit l'envahisseur allemand, obtenant 8 victoires homologuées, dont une par taran. Puis il fut retiré du front et envoyé suivre les cours de l'Académie militaire de l'Air, dont il sortit diplômé en 1943.

### Pilote d'essai
En août 1943, il fut nommé pilote d'essai à l'institut de recherches scientifiques de l'Armée de l'Air, où il se spécialisa dans le test en vol des avions d'origine étrangère. Il vola, entre autres, sur Bell P-39 Airacobra, Curtiss P-40 Warhawk, Focke-Wulf Fw 190 et Messerschmitt Me 262 à réaction. 
Il est décédé lors d'un essai en vol du prototype Mig-9 RD-10F, le 3 août 1947. Il est enterré à Chtchiolkovo, dans l'oblast de Moscou.

## Palmarès et décorations

### Tableau de chasse
Viktor Massitch est crédité de 12 victoires homologuées, toutes individuelles, obtenues au cours de 150 à 200 missions et deux guerres.

### Décorations
- Héros de l'Union soviétique le 7 avril 1940 (médaille no 327)
- Ordre de Lénine
- Ordre de la Guerre Patriotique de 1re et 2e classe